# John Naeslund
John Petrus Naeslund, född 6 januari 1894 i Själevads församling, Västernorrlands län, död 4 oktober 1972, var en svensk läkare.
Naeslund blev medicine licentiat vid Uppsala universitet 1922, medicine doktor 1924, docent samt tf. professor i patologisk anatomi 1925. Han var amanuens vid Akademiska sjukhuset i Uppsala 1925–30, docent i obstetrik och gynekologi vid Karolinska institutet 1931–35, biträdande lärare vid barnmorskeläroanstalten i Stockholm 1930–35, professor vid Uppsala universitet och överläkare vid gynekologisk-obstetriska kliniken på Akademiska sjukhuset 1935–60. Han utgav skrifter i bland annat patologisk anatomi, obstetrik och gynekologi.
Naeslund invaldes i Kungliga Vetenskaps-Societeten i Uppsala 1950.